# Peredhil
Los Peredhil, medio elfos o semielfos son seres del universo de ficción de las obras de J. R. R. Tolkien. Son el producto de la unión entre un varón o fémina de raza elfa y un ser humano. Dentro de los planes de Ilúvatar para la creación (Eä), los Peredhil tienen un papel muy importante, ya que en ellos se sintetiza su amor por todos sus hijos, englobados en «sus primogénitos» (los elfos) y sus «segundos hijos» (los hombres). En la mitología de Tolkien, los Peredhil fueron: Dior, Eluréd, Elurín, Elwing, Eärendil, Elros, Elrond, Arwen, Elladan y Elrohir.

## ¿Qué es exactamente un medio elfo?
Es cierto que todo hijo de elfo y hombre es un semi elfo, obviamente. Sin embargo, no todos los medio elfos son fruto de uniones directas entre elfos y hombres y, por tanto, hay que precisar más esta definición:
«Medio elfo» es todo aquel por cuyas venas corre la sangre tanto de los elfos como de los hombres. Además, otro rasgo distintivo de la mayoría de los medio elfos, consecuencia de la mezcla de linajes, es la capacidad de elección de su destino. Es decir, que en un momento de su vida se les exige la decisión individual de bajo cuál de los dos linajes serán juzgados (y todo lo que conlleva): si como Elfos o como Hombres. Es, sin embargo, importante recalcar que solamente Eärendil y Elwing y sus descendientes podían elegir entre destinos y no cualquier hijo de Hombre y Elfo.
Respecto a la definición anterior, hay que tener en cuenta que un Peredhil que elige la mortalidad «corta» la línea de sangre élfica; por tanto, el hijo de un hombre y un Peredhil que escoge el destino humano no es medio elfo en ningún caso, sino hombre. Por ejemplo, Elros: 

Pero la elección de Elros afectó a toda su descendencia, pues al haber escogido el Destino de los Hombres, y como se casó con una mujer mortal, sus hijos ya no se consideran Medio Elfos: son mortales [...] y por lo tanto ya no les está permitido elegir
J.R.R. Tolkien: Preguntas frecuentes (y no tan frecuentes) J. M. Villa, Paola Castagno y Jesús Pedrazo

De esta manera, medio elfo es aquel que es hijo de elfo y hombre, o de medio elfo que ha escogido la inmortalidad.
En ningún caso está contemplada la unión entre Peredhil que ha escogido la inmortalidad y hombre. Esto es por dos razones: una, no se da el caso en ningún momento, y dos, ¿Qué amor hay entre dos personajes, uno de los cuales no está dispuesto a sacrificarse por su amado?

## Destino de los Peredhil
Como se ha dicho antes, la mayoría de los medio elfos eligen su propio destino. En este apartado se tratará el destino de cada uno de los medio elfos; atendiendo a la capacidad de elegir su destino, podemos clasificar a los Peredhil en dos grandes grupos: aquellos que sí tuvieron elección (como Elrond), y aquellos que no (como Dior).
A partir de Eärendil, a los Peredhil se les permite elegir el destino al que quieren pertenecer al morir, si al élfico o al humano, en virtud del Decreto que Manwë dicta cuando Eärendil y Elwing llegan a las Tierras Imperecederas: 

...a Eärendil y a Elwing y a sus hijos se les permitirá elegir libremente a cuál de los linajes élfico o humano unirán su destino y bajo qué linaje serán juzgados.
 El Silmarillion, cap 24: Del viaje de Eärendil y la Guerra de la Cólera

 Sin embargo, la versión que se da en el Silmarillion del Decreto de Manwë es una versión reducida del mismo; en la versión completa se añade que 

... todos aquellos que tienen sangre de Hombres mortales, en alguna parte, grande o pequeña, son mortales a menos que se les conceda otro hado.
 Historia de la Tierra Media vol V: El Camino perdido y otros escritos, Quenta Silmarillion p. 377 J.R.R. Tolkien, Ed. C. Tolkien

Por tanto, se tiene que:
- Eärendil, Elwing y todos sus descendientes tienen la opción de escoger su destino. Tanto en el Silmarillion como en el Señor de los Anillos se dice el destino de cada uno: Elwing es la primera Peredhil en escoger, y elige el destino de los Elfos; Eärendil, por ella, también lo hace, aunque se siente más apegado a la raza de su padre. De sus hijos, Elros escoge la mortalidad, pero se le otorga una vida mucho más larga que al resto los Hombres; Elrond, por su parte, elige contarse entre los Primeros Nacidos.[2] Arwen, su hija, elige contarse entre los Hombres por amor a Aragorn,[3] y de sus hermanos, Elladan y Elrohir, tal y como dice el profesor Tolkien:

El fin de sus hijos, Elladan y Elrohir, no se cuenta: demoran su elección y permanecen por un tiempo.
Las Cartas de J.R.R. Tolkien nº 153, pp. 228-229, Humphrey Carpenter

- Dior, por ser anterior a Eärendil, no elige su destino, sino que se cuenta entre el linaje de los Hombres sin posibilidad de elección, de acuerdo con el Decreto de Manwë más arriba explicado.
- Y llegamos a un punto un poco polémico: ¿Qué pasa con Elruéd y Elurín? Estos medio elfos, hijos de Dior, son abandonados a su suerte por los Hijos de Fëanor en Doriath, pero no se especifican las causas de su muerte:

...y del hado de Eluréd y de Elurín no se cuenta ninguna historia.
El Silmarillion, cap 22: De la ruina de Doriath, J.R.R. Tolkien

Ambos son anteriores al decreto de Manwë, y, por tanto, deberían ser juzgados bajo el linaje de los Hombres; sin embargo, en ningún escrito (cartas, notas, esbozos, cuentos, etc), Tolkien afirma que de verdad fueran juzgados como Hombres (ni lo contrario). Por tanto, existe una posibilidad de que Ilúvatar les concediera la gracia especial y única de la elección.

## Elfos con destino de Hombres y viceversa
En la mitología del Tolkien, únicamente se dan dos casos de dos personajes que cambien de destino: Lúthien y Tuor. Ambas situaciones son, asimismo dos de las escasas intervenciones directas de Ilúvatar en Arda.
Lúthien, siendo una elfa, merced a una gracia única de Ilúvatar, vio cambiado su destino élfico por el de los Hombres y así acompañó a Beren, el cual fue resucitado. Al morir, ambos fueron juzgados bajo el linaje de los Hombres.
En cuanto Tuor, se dice que se le concedió la gracia especial de ser considerado entre los elfos, y que vive con su esposa Idril en Aman: 

Pero en días posteriores se cantó que sólo Tuor, entre los Hombres mortales, llegó a ser miembro de la raza mayor, y se unió con los Noldor a quienes amaba; y su destino quedó separado del destino de los Hombres.
 El Silmarillion, cap 23: De Tuor y la caída de Gondolin J.R.R. Tolkien

Esto el mismo Tolkien lo confirma en sus cartas: 

... siendo la Mortalidad y la Inmortalidad dones especiales de Dios a los Eruhíni (en cuya concepción los Valar no tuvieron parte alguna), debe suponerse que ninguna alteración de especie fundamental podía ser efectuada por los Valar aun en un caso único: los de Lúthien (y Tuor) y sus descendientes fue un acto directo de Dios.
 Las Cartas de J.R.R. Tolkien nº 153, pp. 228-229 Humphrey Carpenter

## ¿Hay más medio elfos?
Hasta donde se sabe, y por lo declarado por J.R.R. Tolkien respecto a los medio elfos y las uniones entre Elfos y Hombres, los arriba mencionados (Dior, Eluréd, Elurín, Elwing, Eärendil, Elros, Elrond, Elladan, Elrohir y Arwen) son los únicos Peredhil en toda la Tierra Media.
En cuanto a los hijos de Aragorn y Arwen, estos tienen el destino de los Hombres; siendo Arwen una medio elfa que ha escogido la mortalidad, sus hijos no se convierten en medio elfos, sino que se quedan con ese destino.

### ¿Los Príncipes de Dol Amroth son Medio Elfos?
Otros personajes suelen ser identificados como medio elfos (o al menos como si tuvieran sangre élfica). Es el caso de Imrahil, príncipe de Dol Amroth, al que por un comentario de Legolas en El Señor de los Anillos, se le suele asociar como descendiente de Peredhil. Legolas entremezcla el posible pasado de Imrahil con la historia de Imrazôr el Númenóreano y la dama élfica Mithrellas, compañera de Nimrodel.
En el libro Los Pueblos de la Tierra Media, en el capítulo "Los herederos de Elendil", se cuenta que Galador, primer Señor de Dol Amroth era el hijo de Imrazôr y Mithrellas, lo cual da pie a considerar a Galador y a su hermana Gilmith como Medio Elfos, y por ellos, a toda su descendencia; sin embargo, en un fragmento de "La historia de Galadriel y Celeborn", de los Cuentos Inconclusos, Christopher Tolkien cita una nota de su padre que afirma que tal ascendencia élfica no son más que cuentos y leyendas de la zona ¿Cómo estar seguros de cual es la versión correcta? Para responder a esta pregunta hay que adentrarse en lo que Tolkien llama «El Problema de los Medio Elfos», de tanta importancia para él, que lo aborda varias veces a lo largo de sus escritos.
Dos cosas nos inducen a pensar que la narración de Imrazôr y Mithrellas es una leyenda: la primera es que Tolkien deja muy claro varias veces en su obra que la sangre élfica ha llegado a los Hombres única y exclusivamente a través de Elrond, Elros y su descendencia, lo cual arroja serias dudas sobre Imrazôr y Mithrellas. La segunda es que los matrimonios entre Elfos y Hombres son hechos inusuales, aislados, y reservados a unos pocos individuos, bajo unas circunstancias específicas y restrictivas. Tal y como dice Tolkien en la carta 153: 

Yo lo he vuelto mucho más excepcional.
Las Cartas de J.R.R. Tolkien nº 153, pp. 228-229, Humphrey Carpenter

refiriéndose al matrimonio de Elfos y Hombres en su mitología respecto al folklore y los cuentos de hadas. Además, Uniones entre Elfos y Hombres hay tres y no más: Beren y Lúthien, Idril y Tuor y Arwen y Aragorn.
Por tanto, se concluye que la narración de la unión de Imrazôr y Mithrellas no es más que una leyenda local que ayuda a crear un trasfondo histórico creíble. El por qué de que Imrahil parezca tener sangre élfica se da en Cuentos Inconclusos, en el capítulo «Cirion y Eorl y la amistad de Gondor y Rohan», en una de las notas que cierran dicho capítulo, la número 39: 

El Señor de Dol Amroth tenía ese título [el de Príncipe]. Elendil lo concedió a sus antecesores, de los cuales era pariente.
Cuentos Inconclusos de Númenor y la Tierra Media, J.R.R. Tolkien

Por tanto, se puede concluir que la unión de Imrazôr y Mithrellas no es más que una leyenda, y que, por tanto, Galador y sus descendientes (parientes de Elendil) no son Medio Elfos, sino Hombres, aunque tengan vestigios de sangre élfica como demuestra el Príncipe Imrahil.

## Uniones entre Elfos y Hombres

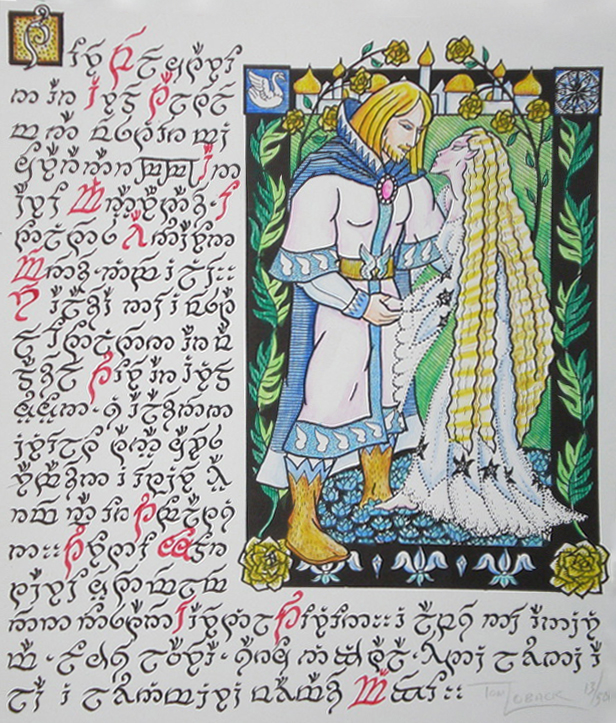
La boda de Tuor e Idril.

Ciertos Peredhil en la Tierra Media son producto de las Uniones entre Elfos y Hombres, de las cuales J.R.R. Tolkien especificó que sólo existieron tres:
- La Primera Unión: Beren (hombre) y Lúthien (elfa, si bien fue juzgada bajo el linaje de los Hombres), de los cuales nació Dior, el primer Peredhil.
- La Segunda Unión: Idril (elfa) y Tuor (hombre, al cual Ilúvatar le permitió cambiar su destino), de los cuales nació Eärendil.
- La Tercera Unión: Aragorn (hombre) y Arwen (medio elfa, hija de Elrond), de los cuales nacieron Eldarion y varias hijas más. Estos fueron todos pertenecientes a la raza de los Hombres.

Aragorn, al ser un Dúnadan, es descendiente de Elros, por lo que en su Unión con Arwen las líneas de los Peredhil vuelven a mezclarse.

## Linaje de los Peredhil
| Melian la Maia | Melian la Maia | Melian la Maia | Melian la Maia | Melian la Maia   | Melian la Maia   |                  |                  | Thingol de los Teleri | Thingol de los Teleri | Thingol de los Teleri | Thingol de los Teleri | Thingol de los Teleri | Thingol de los Teleri |         |         | Casa de Bëor | Casa de Bëor | Casa de Bëor | Casa de Bëor | Casa de Bëor | Casa de Bëor |                                         |                                         |                                         |                                         |                                         |                                         | Casa de Haleth            | Casa de Haleth            | Casa de Haleth            | Casa de Haleth            | Casa de Haleth  | Casa de Haleth  |                           |                           | Casa de Hador             | Casa de Hador             | Casa de Hador             | Casa de Hador             | Casa de Hador        | Casa de Hador        |                      |                      | Finwë de los Noldor | Finwë de los Noldor | Finwë de los Noldor | Finwë de los Noldor | Finwë de los Noldor | Finwë de los Noldor |                   |                   | Indis de los Vanyar | Indis de los Vanyar | Indis de los Vanyar | Indis de los Vanyar | Indis de los Vanyar | Indis de los Vanyar |           |           | Olwë de los Teleri | Olwë de los Teleri | Olwë de los Teleri | Olwë de los Teleri | Olwë de los Teleri | Olwë de los Teleri |  |  |  |  |  |  |  |  |  |  |
| Melian la Maia | Melian la Maia | Melian la Maia | Melian la Maia | Melian la Maia   | Melian la Maia   |                  |                  | Thingol de los Teleri | Thingol de los Teleri | Thingol de los Teleri | Thingol de los Teleri | Thingol de los Teleri | Thingol de los Teleri |         |         | Casa de Bëor | Casa de Bëor | Casa de Bëor | Casa de Bëor | Casa de Bëor | Casa de Bëor |                                         |                                         |                                         |                                         |                                         |                                         | Casa de Haleth            | Casa de Haleth            | Casa de Haleth            | Casa de Haleth            | Casa de Haleth  | Casa de Haleth  |                           |                           | Casa de Hador             | Casa de Hador             | Casa de Hador             | Casa de Hador             | Casa de Hador        | Casa de Hador        |                      |                      | Finwë de los Noldor | Finwë de los Noldor | Finwë de los Noldor | Finwë de los Noldor | Finwë de los Noldor | Finwë de los Noldor |                   |                   | Indis de los Vanyar | Indis de los Vanyar | Indis de los Vanyar | Indis de los Vanyar | Indis de los Vanyar | Indis de los Vanyar |           |           | Olwë de los Teleri | Olwë de los Teleri | Olwë de los Teleri | Olwë de los Teleri | Olwë de los Teleri | Olwë de los Teleri |  |  |  |  |  |  |  |  |  |  |
|                |                |                |                |                  |                  |                  |                  |                       |                       |                       |                       |                       |                       |         |         |              |              |              |              |              |              |                                         |                                         |                                         |                                         |                                         |                                         |                           |                           |                           |                           |                 |                 |                           |                           |                           |                           |                           |                           |                      |                      |                      |                      |                     |                     |                     |                     |                     |                     |                   |                   |                     |                     |                     |                     |                     |                     |           |           |                    |                    |                    |                    |                    |                    |  |  |  |  |  |  |  |  |  |  |
|                |                |                |                |                  |                  |                  |                  |                       |                       |                       |                       |                       |                       |         |         |              |              |              |              |              |              |                                         |                                         |                                         |                                         |                                         |                                         |                           |                           |                           |                           |                 |                 |                           |                           |                           |                           |                           |                           |                      |                      |                      |                      |                     |                     |                     |                     |                     |                     |                   |                   |                     |                     |                     |                     |                     |                     |           |           |                    |                    |                    |                    |                    |                    |  |  |  |  |  |  |  |  |  |  |
|                |                |                |                |                  |                  |                  |                  |                       |                       |                       |                       | Barahir               | Barahir               | Barahir | Barahir | Barahir      | Barahir      |              |              | Belegund     | Belegund     | Belegund                                | Belegund                                | Belegund                                | Belegund                                |                                         |                                         | Hareth                    | Hareth                    | Hareth                    | Hareth                    | Hareth          | Hareth          |                           |                           | Galdor                    | Galdor                    | Galdor                    | Galdor                    | Galdor               | Galdor               |                      |                      | Fingolfin           | Fingolfin           | Fingolfin           | Fingolfin           | Fingolfin           | Fingolfin           |                   |                   | Finarfin            | Finarfin            | Finarfin            | Finarfin            | Finarfin            | Finarfin            |           |           | Eärwen             | Eärwen             | Eärwen             | Eärwen             | Eärwen             | Eärwen             |  |  |  |  |  |  |  |  |  |  |
|                |                |                |                |                  |                  |                  |                  |                       |                       |                       |                       | Barahir               | Barahir               | Barahir | Barahir | Barahir      | Barahir      |              |              | Belegund     | Belegund     | Belegund                                | Belegund                                | Belegund                                | Belegund                                |                                         |                                         | Hareth                    | Hareth                    | Hareth                    | Hareth                    | Hareth          | Hareth          |                           |                           | Galdor                    | Galdor                    | Galdor                    | Galdor                    | Galdor               | Galdor               |                      |                      | Fingolfin           | Fingolfin           | Fingolfin           | Fingolfin           | Fingolfin           | Fingolfin           |                   |                   | Finarfin            | Finarfin            | Finarfin            | Finarfin            | Finarfin            | Finarfin            |           |           | Eärwen             | Eärwen             | Eärwen             | Eärwen             | Eärwen             | Eärwen             |  |  |  |  |  |  |  |  |  |  |
|                |                |                |                |                  |                  |                  |                  |                       |                       |                       |                       |                       |                       |         |         |              |              |              |              |              |              |                                         |                                         |                                         |                                         |                                         |                                         |                           |                           |                           |                           |                 |                 |                           |                           |                           |                           |                           |                           |                      |                      |                      |                      |                     |                     |                     |                     |                     |                     |                   |                   |                     |                     |                     |                     |                     |                     |           |           |                    |                    |                    |                    |                    |                    |  |  |  |  |  |  |  |  |  |  |
|                |                |                |                | Lúthien Tinúviel | Lúthien Tinúviel | Lúthien Tinúviel | Lúthien Tinúviel | Lúthien Tinúviel      | Lúthien Tinúviel      |                       |                       | Beren                 | Beren                 | Beren   | Beren   | Beren        | Beren        |              |              | Rían         | Rían         | Rían                                    | Rían                                    | Rían                                    | Rían                                    |                                         |                                         |                           |                           |                           |                           | Huor            | Huor            | Huor                      | Huor                      | Huor                      | Huor                      |                           |                           |                      |                      |                      |                      | Turgon              | Turgon              | Turgon              | Turgon              | Turgon              | Turgon              |                   |                   | Elenwë              | Elenwë              | Elenwë              | Elenwë              | Elenwë              | Elenwë              |           |           |                    |                    |                    |                    |                    |                    |  |  |  |  |  |  |  |  |  |  |
|                |                |                |                | Lúthien Tinúviel | Lúthien Tinúviel | Lúthien Tinúviel | Lúthien Tinúviel | Lúthien Tinúviel      | Lúthien Tinúviel      |                       |                       | Beren                 | Beren                 | Beren   | Beren   | Beren        | Beren        |              |              | Rían         | Rían         | Rían                                    | Rían                                    | Rían                                    | Rían                                    |                                         |                                         |                           |                           |                           |                           | Huor            | Huor            | Huor                      | Huor                      | Huor                      | Huor                      |                           |                           |                      |                      |                      |                      | Turgon              | Turgon              | Turgon              | Turgon              | Turgon              | Turgon              |                   |                   | Elenwë              | Elenwë              | Elenwë              | Elenwë              | Elenwë              | Elenwë              |           |           |                    |                    |                    |                    |                    |                    |  |  |  |  |  |  |  |  |  |  |
|                |                |                |                |                  |                  |                  |                  |                       |                       |                       |                       |                       |                       |         |         |              |              |              |              |              |              |                                         |                                         |                                         |                                         |                                         |                                         |                           |                           |                           |                           |                 |                 |                           |                           |                           |                           |                           |                           |                      |                      |                      |                      |                     |                     |                     |                     |                     |                     |                   |                   |                     |                     |                     |                     |                     |                     |           |           |                    |                    |                    |                    |                    |                    |  |  |  |  |  |  |  |  |  |  |
|                |                |                |                |                  |                  |                  |                  | Dior Elúchil          | Dior Elúchil          | Dior Elúchil          | Dior Elúchil          | Dior Elúchil          | Dior Elúchil          |         |         | Nimloth      | Nimloth      | Nimloth      | Nimloth      | Nimloth      | Nimloth      |                                         |                                         |                                         |                                         | Tuor                                    | Tuor                                    | Tuor                      | Tuor                      | Tuor                      | Tuor                      |                 |                 |                           |                           |                           |                           |                           |                           |                      |                      |                      |                      |                     |                     |                     |                     | Idril Celebrindal   | Idril Celebrindal   | Idril Celebrindal | Idril Celebrindal | Idril Celebrindal   | Idril Celebrindal   |                     |                     |                     |                     |           |           |                    |                    |                    |                    |                    |                    |  |  |  |  |  |  |  |  |  |  |
|                |                |                |                |                  |                  |                  |                  | Dior Elúchil          | Dior Elúchil          | Dior Elúchil          | Dior Elúchil          | Dior Elúchil          | Dior Elúchil          |         |         | Nimloth      | Nimloth      | Nimloth      | Nimloth      | Nimloth      | Nimloth      |                                         |                                         |                                         |                                         | Tuor                                    | Tuor                                    | Tuor                      | Tuor                      | Tuor                      | Tuor                      |                 |                 |                           |                           |                           |                           |                           |                           |                      |                      |                      |                      |                     |                     |                     |                     | Idril Celebrindal   | Idril Celebrindal   | Idril Celebrindal | Idril Celebrindal | Idril Celebrindal   | Idril Celebrindal   |                     |                     |                     |                     |           |           |                    |                    |                    |                    |                    |                    |  |  |  |  |  |  |  |  |  |  |
|                |                |                |                |                  |                  |                  |                  |                       |                       |                       |                       |                       |                       |         |         |              |              |              |              |              |              |                                         |                                         |                                         |                                         |                                         |                                         |                           |                           |                           |                           |                 |                 |                           |                           |                           |                           |                           |                           |                      |                      |                      |                      |                     |                     |                     |                     |                     |                     |                   |                   |                     |                     |                     |                     |                     |                     |           |           |                    |                    |                    |                    |                    |                    |  |  |  |  |  |  |  |  |  |  |
|                |                |                |                |                  |                  |                  |                  |                       |                       |                       |                       |                       |                       |         |         |              |              |              |              |              |              |                                         |                                         |                                         |                                         |                                         |                                         |                           |                           |                           |                           |                 |                 |                           |                           |                           |                           |                           |                           |                      |                      |                      |                      |                     |                     |                     |                     |                     |                     |                   |                   |                     |                     |                     |                     |                     |                     |           |           |                    |                    |                    |                    |                    |                    |  |  |  |  |  |  |  |  |  |  |
|                |                |                |                | Eluréd           | Eluréd           | Eluréd           | Eluréd           | Eluréd                | Eluréd                |                       |                       | Elurín                | Elurín                | Elurín  | Elurín  | Elurín       | Elurín       |              |              | Elwing       | Elwing       | Elwing                                  | Elwing                                  | Elwing                                  | Elwing                                  |                                         |                                         |                           |                           |                           |                           |                 |                 |                           |                           |                           |                           | Eärendil el Marinero      | Eärendil el Marinero      | Eärendil el Marinero | Eärendil el Marinero | Eärendil el Marinero | Eärendil el Marinero |                     |                     |                     |                     | Celeborn            | Celeborn            | Celeborn          | Celeborn          | Celeborn            | Celeborn            |                     |                     | Galadriel           | Galadriel           | Galadriel | Galadriel | Galadriel          | Galadriel          |                    |                    |                    |                    |  |  |  |  |  |  |  |  |  |  |
|                |                |                |                | Eluréd           | Eluréd           | Eluréd           | Eluréd           | Eluréd                | Eluréd                |                       |                       | Elurín                | Elurín                | Elurín  | Elurín  | Elurín       | Elurín       |              |              | Elwing       | Elwing       | Elwing                                  | Elwing                                  | Elwing                                  | Elwing                                  |                                         |                                         |                           |                           |                           |                           |                 |                 |                           |                           |                           |                           | Eärendil el Marinero      | Eärendil el Marinero      | Eärendil el Marinero | Eärendil el Marinero | Eärendil el Marinero | Eärendil el Marinero |                     |                     |                     |                     | Celeborn            | Celeborn            | Celeborn          | Celeborn          | Celeborn            | Celeborn            |                     |                     | Galadriel           | Galadriel           | Galadriel | Galadriel | Galadriel          | Galadriel          |                    |                    |                    |                    |  |  |  |  |  |  |  |  |  |  |
|                |                |                |                |                  |                  |                  |                  |                       |                       |                       |                       |                       |                       |         |         |              |              |              |              |              |              |                                         |                                         |                                         |                                         |                                         |                                         |                           |                           |                           |                           |                 |                 |                           |                           |                           |                           |                           |                           |                      |                      |                      |                      |                     |                     |                     |                     |                     |                     |                   |                   |                     |                     |                     |                     |                     |                     |           |           |                    |                    |                    |                    |                    |                    |  |  |  |  |  |  |  |  |  |  |
|                |                |                |                |                  |                  |                  |                  |                       |                       |                       |                       |                       |                       |         |         |              |              |              |              |              |              |                                         |                                         |                                         |                                         |                                         |                                         |                           |                           |                           |                           |                 |                 |                           |                           |                           |                           |                           |                           |                      |                      |                      |                      |                     |                     |                     |                     |                     |                     |                   |                   |                     |                     |                     |                     |                     |                     |           |           |                    |                    |                    |                    |                    |                    |  |  |  |  |  |  |  |  |  |  |
|                |                |                |                |                  |                  |                  |                  |                       |                       |                       |                       |                       |                       |         |         |              |              |              |              |              |              |                                         |                                         |                                         |                                         | Elros Tar-Minyatur                      | Elros Tar-Minyatur                      | Elros Tar-Minyatur        | Elros Tar-Minyatur        | Elros Tar-Minyatur        | Elros Tar-Minyatur        |                 |                 | Elrond                    | Elrond                    | Elrond                    | Elrond                    | Elrond                    | Elrond                    |                      |                      |                      |                      |                     |                     |                     |                     |                     |                     |                   |                   | Celebrían           | Celebrían           | Celebrían           | Celebrían           | Celebrían           | Celebrían           |           |           |                    |                    |                    |                    |                    |                    |  |  |  |  |  |  |  |  |  |  |
|                |                |                |                |                  |                  |                  |                  |                       |                       |                       |                       |                       |                       |         |         |              |              |              |              |              |              |                                         |                                         |                                         |                                         | Elros Tar-Minyatur                      | Elros Tar-Minyatur                      | Elros Tar-Minyatur        | Elros Tar-Minyatur        | Elros Tar-Minyatur        | Elros Tar-Minyatur        |                 |                 | Elrond                    | Elrond                    | Elrond                    | Elrond                    | Elrond                    | Elrond                    |                      |                      |                      |                      |                     |                     |                     |                     |                     |                     |                   |                   | Celebrían           | Celebrían           | Celebrían           | Celebrían           | Celebrían           | Celebrían           |           |           |                    |                    |                    |                    |                    |                    |  |  |  |  |  |  |  |  |  |  |
|                |                |                |                |                  |                  |                  |                  |                       |                       |                       |                       |                       |                       |         |         |              |              |              |              |              |              |                                         |                                         |                                         |                                         |                                         |                                         |                           |                           |                           |                           |                 |                 |                           |                           |                           |                           |                           |                           |                      |                      |                      |                      |                     |                     |                     |                     |                     |                     |                   |                   |                     |                     |                     |                     |                     |                     |           |           |                    |                    |                    |                    |                    |                    |  |  |  |  |  |  |  |  |  |  |
|                |                |                |                |                  |                  |                  |                  |                       |                       |                       |                       |                       |                       |         |         |              |              |              |              |              |              |                                         |                                         |                                         |                                         | Reyes de Númenor Señores de Andúnië     |                                         |                           |                           |                           |                           |                 |                 |                           |                           |                           |                           |                           |                           |                      |                      |                      |                      |                     |                     |                     |                     |                     |                     |                   |                   |                     |                     |                     |                     |                     |                     |           |           |                    |                    |                    |                    |                    |                    |  |  |  |  |  |  |  |  |  |  |
|                |                |                |                |                  |                  |                  |                  |                       |                       |                       |                       |                       |                       |         |         |              |              |              |              |              |              |                                         |                                         |                                         |                                         |                                         |                                         |                           |                           |                           |                           |                 |                 |                           |                           |                           |                           |                           |                           |                      |                      |                      |                      |                     |                     |                     |                     |                     |                     |                   |                   |                     |                     |                     |                     |                     |                     |           |           |                    |                    |                    |                    |                    |                    |  |  |  |  |  |  |  |  |  |  |
|                |                |                |                |                  |                  |                  |                  |                       |                       |                       |                       |                       |                       |         |         |              |              |              |              |              |              |                                         |                                         |                                         |                                         | Elendil                                 |                                         |                           |                           |                           |                           |                 |                 |                           |                           |                           |                           |                           |                           |                      |                      |                      |                      |                     |                     |                     |                     |                     |                     |                   |                   |                     |                     |                     |                     |                     |                     |           |           |                    |                    |                    |                    |                    |                    |  |  |  |  |  |  |  |  |  |  |
|                |                |                |                |                  |                  |                  |                  |                       |                       |                       |                       |                       |                       |         |         |              |              |              |              |              |              |                                         |                                         |                                         |                                         |                                         |                                         |                           |                           |                           |                           |                 |                 |                           |                           |                           |                           |                           |                           |                      |                      |                      |                      |                     |                     |                     |                     |                     |                     |                   |                   |                     |                     |                     |                     |                     |                     |           |           |                    |                    |                    |                    |                    |                    |  |  |  |  |  |  |  |  |  |  |
|                |                |                |                |                  |                  |                  |                  |                       |                       |                       |                       |                       |                       |         |         |              |              |              |              |              |              |                                         |                                         |                                         |                                         |                                         |                                         |                           |                           |                           |                           |                 |                 |                           |                           |                           |                           |                           |                           |                      |                      |                      |                      |                     |                     |                     |                     |                     |                     |                   |                   |                     |                     |                     |                     |                     |                     |           |           |                    |                    |                    |                    |                    |                    |  |  |  |  |  |  |  |  |  |  |
|                |                |                |                |                  |                  |                  |                  |                       |                       |                       |                       |                       |                       |         |         |              |              |              |              |              |              | Isildur                                 | Isildur                                 | Isildur                                 | Isildur                                 | Isildur                                 | Isildur                                 |                           |                           | Anárion                   | Anárion                   | Anárion         | Anárion         | Anárion                   | Anárion                   |                           |                           |                           |                           |                      |                      |                      |                      |                     |                     |                     |                     |                     |                     |                   |                   |                     |                     |                     |                     |                     |                     |           |           |                    |                    |                    |                    |                    |                    |  |  |  |  |  |  |  |  |  |  |
|                |                |                |                |                  |                  |                  |                  |                       |                       |                       |                       |                       |                       |         |         |              |              |              |              |              |              | Isildur                                 | Isildur                                 | Isildur                                 | Isildur                                 | Isildur                                 | Isildur                                 |                           |                           | Anárion                   | Anárion                   | Anárion         | Anárion         | Anárion                   | Anárion                   |                           |                           |                           |                           |                      |                      |                      |                      |                     |                     |                     |                     |                     |                     |                   |                   |                     |                     |                     |                     |                     |                     |           |           |                    |                    |                    |                    |                    |                    |  |  |  |  |  |  |  |  |  |  |
|                |                |                |                |                  |                  |                  |                  |                       |                       |                       |                       |                       |                       |         |         |              |              |              |              |              |              | Altos Reyes de Arnor Reyes de Arthedain | Altos Reyes de Arnor Reyes de Arthedain | Altos Reyes de Arnor Reyes de Arthedain | Altos Reyes de Arnor Reyes de Arthedain | Altos Reyes de Arnor Reyes de Arthedain | Altos Reyes de Arnor Reyes de Arthedain |                           |                           | Reyes de Gondor           | Reyes de Gondor           | Reyes de Gondor | Reyes de Gondor | Reyes de Gondor           | Reyes de Gondor           |                           |                           |                           |                           |                      |                      |                      |                      |                     |                     |                     |                     |                     |                     |                   |                   |                     |                     |                     |                     |                     |                     |           |           |                    |                    |                    |                    |                    |                    |  |  |  |  |  |  |  |  |  |  |
|                |                |                |                |                  |                  |                  |                  |                       |                       |                       |                       |                       |                       |         |         |              |              |              |              |              |              | Altos Reyes de Arnor Reyes de Arthedain | Altos Reyes de Arnor Reyes de Arthedain | Altos Reyes de Arnor Reyes de Arthedain | Altos Reyes de Arnor Reyes de Arthedain | Altos Reyes de Arnor Reyes de Arthedain | Altos Reyes de Arnor Reyes de Arthedain |                           |                           | Reyes de Gondor           | Reyes de Gondor           | Reyes de Gondor | Reyes de Gondor | Reyes de Gondor           | Reyes de Gondor           |                           |                           |                           |                           |                      |                      |                      |                      |                     |                     |                     |                     |                     |                     |                   |                   |                     |                     |                     |                     |                     |                     |           |           |                    |                    |                    |                    |                    |                    |  |  |  |  |  |  |  |  |  |  |
|                |                |                |                |                  |                  |                  |                  |                       |                       |                       |                       |                       |                       |         |         |              |              |              |              |              |              |                                         |                                         |                                         |                                         |                                         |                                         |                           |                           |                           |                           |                 |                 |                           |                           |                           |                           |                           |                           |                      |                      |                      |                      |                     |                     |                     |                     |                     |                     |                   |                   |                     |                     |                     |                     |                     |                     |           |           |                    |                    |                    |                    |                    |                    |  |  |  |  |  |  |  |  |  |  |
|                |                |                |                |                  |                  |                  |                  |                       |                       |                       |                       |                       |                       |         |         |              |              |              |              |              |              |                                         |                                         |                                         |                                         | Montaraces del Norte                    |                                         |                           |                           |                           |                           |                 |                 |                           |                           |                           |                           |                           |                           |                      |                      |                      |                      |                     |                     |                     |                     |                     |                     |                   |                   |                     |                     |                     |                     |                     |                     |           |           |                    |                    |                    |                    |                    |                    |  |  |  |  |  |  |  |  |  |  |
|                |                |                |                |                  |                  |                  |                  |                       |                       |                       |                       |                       |                       |         |         |              |              |              |              |              |              |                                         |                                         |                                         |                                         |                                         |                                         |                           |                           |                           |                           |                 |                 |                           |                           |                           |                           |                           |                           |                      |                      |                      |                      |                     |                     |                     |                     |                     |                     |                   |                   |                     |                     |                     |                     |                     |                     |           |           |                    |                    |                    |                    |                    |                    |  |  |  |  |  |  |  |  |  |  |
|                |                |                |                |                  |                  |                  |                  |                       |                       |                       |                       |                       |                       |         |         |              |              |              |              |              |              |                                         |                                         |                                         |                                         |                                         |                                         |                           |                           |                           |                           |                 |                 |                           |                           |                           |                           |                           |                           |                      |                      |                      |                      |                     |                     |                     |                     |                     |                     |                   |                   |                     |                     |                     |                     |                     |                     |           |           |                    |                    |                    |                    |                    |                    |  |  |  |  |  |  |  |  |  |  |
|                |                |                |                |                  |                  |                  |                  |                       |                       |                       |                       |                       |                       |         |         |              |              |              |              |              |              |                                         |                                         |                                         |                                         | Aragorn Elessar Telcontar               | Aragorn Elessar Telcontar               | Aragorn Elessar Telcontar | Aragorn Elessar Telcontar | Aragorn Elessar Telcontar | Aragorn Elessar Telcontar |                 |                 | Arwen Undómiel            | Arwen Undómiel            | Arwen Undómiel            | Arwen Undómiel            | Arwen Undómiel            | Arwen Undómiel            |                      |                      | Elladan              | Elladan              | Elladan             | Elladan             | Elladan             | Elladan             |                     |                     | Elrohir           | Elrohir           | Elrohir             | Elrohir             | Elrohir             | Elrohir             |                     |                     |           |           |                    |                    |                    |                    |                    |                    |  |  |  |  |  |  |  |  |  |  |
|                |                |                |                |                  |                  |                  |                  |                       |                       |                       |                       |                       |                       |         |         |              |              |              |              |              |              |                                         |                                         |                                         |                                         | Aragorn Elessar Telcontar               | Aragorn Elessar Telcontar               | Aragorn Elessar Telcontar | Aragorn Elessar Telcontar | Aragorn Elessar Telcontar | Aragorn Elessar Telcontar |                 |                 | Arwen Undómiel            | Arwen Undómiel            | Arwen Undómiel            | Arwen Undómiel            | Arwen Undómiel            | Arwen Undómiel            |                      |                      | Elladan              | Elladan              | Elladan             | Elladan             | Elladan             | Elladan             |                     |                     | Elrohir           | Elrohir           | Elrohir             | Elrohir             | Elrohir             | Elrohir             |                     |                     |           |           |                    |                    |                    |                    |                    |                    |  |  |  |  |  |  |  |  |  |  |
|                |                |                |                |                  |                  |                  |                  |                       |                       |                       |                       |                       |                       |         |         |              |              |              |              |              |              |                                         |                                         |                                         |                                         |                                         |                                         |                           |                           |                           |                           |                 |                 |                           |                           |                           |                           |                           |                           |                      |                      |                      |                      |                     |                     |                     |                     |                     |                     |                   |                   |                     |                     |                     |                     |                     |                     |           |           |                    |                    |                    |                    |                    |                    |  |  |  |  |  |  |  |  |  |  |
|                |                |                |                |                  |                  |                  |                  |                       |                       |                       |                       |                       |                       |         |         |              |              |              |              |              |              |                                         |                                         |                                         |                                         |                                         |                                         |                           |                           |                           |                           |                 |                 |                           |                           |                           |                           |                           |                           |                      |                      |                      |                      |                     |                     |                     |                     |                     |                     |                   |                   |                     |                     |                     |                     |                     |                     |           |           |                    |                    |                    |                    |                    |                    |  |  |  |  |  |  |  |  |  |  |
|                |                |                |                |                  |                  |                  |                  |                       |                       |                       |                       |                       |                       |         |         |              |              |              |              |              |              |                                         |                                         |                                         |                                         | Eldarion                                | Eldarion                                | Eldarion                  | Eldarion                  | Eldarion                  | Eldarion                  |                 |                 | Varias hijas desconocidas | Varias hijas desconocidas | Varias hijas desconocidas | Varias hijas desconocidas | Varias hijas desconocidas | Varias hijas desconocidas |                      |                      |                      |                      |                     |                     |                     |                     |                     |                     |                   |                   |                     |                     |                     |                     |                     |                     |           |           |                    |                    |                    |                    |                    |                    |  |  |  |  |  |  |  |  |  |  |

 style="border-spacing: 2px; border: 1px solid darkgray;" |-
| Leyenda: Maiar Elfos Hombres Medio-elfos con el destino de los Eldar Medio-elfos con el destino de los Edain Nota: Lúthien Tinúviel murió con el destino de los Edain. Tuor quedó unido al destino de los Eldar. Aragorn también asciende de Anárion, ya que Arvedui, último rey de Arthedain, se casó con Fíriel, única hija sobreviviente del rey Ondoher de Gondor. |